# Marcha sobre Roma

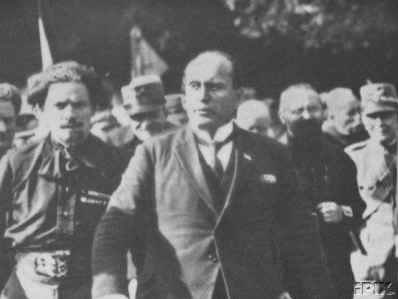
Benito Mussolini (centro) e Italo Balbo (esquerda) durante a Marcha sobre Roma.

A marcha sobre Roma.

A Marcha sobre Roma (em italiano: Marcia su Roma) foi uma vasta manifestação fascista, com característica de golpe de estado, ocorrida em 28 de outubro de 1922 na capital da Itália, com o afluxo na cidade de dezenas de milhares de militantes fascistas que reivindicavam o governo da Itália. Mussolini estaria preparado para fugir caso o rei Vítor Emanuel III declarasse lei marcial, fato que não ocorreu.
Este evento representou a ascensão ao poder do Partido Nacional Fascista (PNF) e o fim da democracia liberal, pela nomeação de Benito Mussolini como chefe de governo por Vítor Emanuel III. Transferindo o poder político para os fascistas sem conflito armado.

## Contexto
Em março de 1919, Benito Mussolini fundou os primeiros Fasci Italiani di Combattimento no início dos "dois anos vermelhos" (biennio rosso). 
Os fascistas usavam esquadrões da milícia, o Squadrismo, também conhecidos como "camisas negras" devido ao uniforme.
Os sindicatos foram dissolvidos enquanto os prefeitos de esquerda renunciaram. Em julho de 1921, Giolitti tentou, sem sucesso, dissolver os esquadrões. Em agosto, uma greve geral antifascista foi desencadeada, mas não conseguiu reunir o Partido do Povo Italiano (Partito Popolare Italiano) e foi reprimida pelos fascistas.

## Março
Os quadrúnviros que lideravam o Partido Fascista, General Emilio De Bono, Italo Balbo, Michele Bianchi e Cesare Maria de Vecchi, organizaram a marcha, enquanto o Duce esperava em Milão. Ele não participou da marcha, embora tenha permitido que fossem tiradas fotos dele marchando com os manifestantes fascistas, e ele foi confortavelmente a Roma no dia seguinte.
Em 24 de outubro de 1922, Mussolini declarou perante 60 mil pessoas no Congresso Fascista de Nápoles: "Nosso programa é simples: queremos governar a Itália".  Enquanto isso, os camisas negras, que ocuparam a planície do Pó, tomaram todos os pontos estratégicos do país. Em 26 de outubro, o ex-primeiro-ministro Antonio Salandra avisou o atual primeiro-ministro Luigi Facta que Mussolini exigia sua renúncia e que se preparava para marchar sobre Roma. No entanto, Facta não acreditou em Salandra e pensou que Mussolini governaria em silêncio ao seu lado. Para enfrentar a ameaça representada pelos bandos de tropas fascistas agora reunidos fora de Roma, Luigi Facta (que havia renunciado, mas continuava no poder) ordenou o estado de sítio para Roma. Tendo tido conversas anteriores com o rei sobre a repressão da violência fascista, ele tinha certeza de que o rei concordaria. No entanto, o rei Victor Emmanuel III se recusou a assinar a ordem militar. Em 29 de outubro, o rei entregou o poder a Mussolini, que foi apoiado pelos militares, pela classe empresarial e pela direita.
A marcha em si foi composta por menos de 30 mil homens, mas o rei em parte temia uma guerra civil, já que os squadristi já haviam assumido o controle da planície do Pó e da maior parte do país. Mussolini foi convidado a formar seu gabinete em 29 de outubro de 1922, enquanto cerca de 25 mil camisas negras desfilavam em Roma. Mussolini assim alcançou o poder legalmente, de acordo com a Constituição italiana. Essa transição foi possibilitada pela rendição das autoridades públicas diante da intimidação fascista. Muitos líderes empresariais e financeiros acreditavam que seria possível manipular Mussolini, cujos primeiros discursos e políticas enfatizaram o mercado livre e uma economia laissez faire. Isso se mostrou excessivamente otimista, já que a visão corporativista de Mussolini enfatizava o poder total do Estado sobre as empresas tanto quanto sobre os indivíduos, por meio de órgãos governamentais ("corporações") controlados pelo partido fascista, um modelo no qual as empresas retinham as responsabilidades da propriedade, mas poucas, se alguma, das liberdades. Em 1934, Mussolini afirmou ter nacionalizado "três quartos da economia italiana, industrial e agrícola", mais do que qualquer outra nação, exceto a União Soviética.
Mussolini fingiu estar disposto a assumir um ministério subalterno em um gabinete de Giolitti ou Salandra, mas depois exigiu a presidência do Conselho. Temendo um conflito com os fascistas, a classe dominante entregou o poder a Mussolini, que passou a instalar a ditadura após o assassinato de Giacomo Matteotti em 10 de junho de 1924 - que havia acabado de escrever The Fascisti Exposed: A Year of Fascist Domination - executado por Amerigo Dumini, acusado de ser o líder da "Ceka italiana", porém não há evidências da existência de tal organização.